# Percy (film 1925)
Percy è un film muto del 1925 diretto da R. William Neill. La sceneggiatura si basa su The Desert Fiddler, romanzo di William Henry Hamby pubblicato a Garden City nel 1921.

## Produzione
Il film fu prodotto dalla Thomas H. Ince Corporation.

## Distribuzione
Distribuito dalla Pathé Exchange, il film uscì nelle sale cinematografiche degli Stati Uniti il 5 aprile dopo essere stato presentato in anteprima a New York il 24 marzo 1925. Nel Regno Unito fu distribuito dalla Woolf & Freedman Film Service il 9 maggio 1927 con il titolo Mother's Boy in una versione di 1.565,15 metri.
Non si conoscono copie ancora esistenti della pellicola che viene considerata presumibilmente perduta.